# Humedal Tres Puentes
El humedal Tres Puentes es un humedal ubicado en el límite norte de la ciudad de Punta Arenas, región de Magallanes y la Antártica Chilena, en Chile. Ocupa un área de 42 hectáreas.

## Descripción
Se emplaza en el límite urbano norte de la ciudad de Punta Arenas, en la intersección de la Ruta 9 y la avenida Presidente Eduardo Frei Montalva, rodeado por el norte, este y sureste por industrias y bodegas, y por el sur y suroeste con barrios residenciales, parcelas y el Hospital Clínico de Magallanes.
El humedal es del tipo laguna costera de agua dulce de acuerdo a la categorización Ramsar, ubicado en una terraza marina situada entre 3 y 5 m sobre el nivel del mar que se habría originado por el aporte de sedimentos del estero Tres Puentes (también denominado Llau-Llau) y las corrientes litorales marinas que redistribuyen hacia el NNE los sedimentos del delta del Río de las Minas. El terreno consiste en dos lagunas permanentes de escasa profundidad que no sobrepasan los 120 cm y otros espejos de agua ocasionales. En los años 1990, las aguas del estero Llau-Llau fueron desviadas hacia el estero Bitsch y algunos sectores fueron rellenados con escombros. En 2002 se construyó la Avenida Presidente Eduardo Frei Montalva que dividió el humedal en dos, además de la construcción de terraplenes para las calles Los Generales y pasaje Retiro.

## Ecología
El humedal Tres Puentes, en tanto ecosistema, sirve como frontera entre la costa marina del estrecho de Magallanes y los antiguos remanentes boscosos y grupos de matorrales que existen al poniente de Punta Arenas. La vegetación es predominantemente herbácea perenne, incluyendo especies como chépica, pasto miel, pimpinela, Alopecurus pratensis, y Lolium arundinaceum. Este sistema ecológico lacustre tiene una gran importancia como hábitat estacional para aves residentes y migratorias que se observan durante la época de primavera y verano. En sus distintos ambientes (pastizal, bosquete de ñirre, matorral y laguna) se han registrado más de 100 especies de aves tanto acuáticas como terrestres, de las cuales veinte nidifican en el lugar. Algunas especies destacadas incluyen el canquén colorado, el pato cuchara, el quetru volador, el pato real y la gaviota cáhuil.  Para algunas especies de rapaces como los aguiluchos y águilas, el humedal ofrece una esporádica e interesante oferta de alimento especialmente durante la época de reproducción.

## Conservación
Diecinueve hectáreas del humedal poseen la denominación de “Bien Nacional Protegido” por parte de Ministerio de Bienes Nacionales, las que se encuentran en concesión a la ONG Agrupación Ecológica Patagónica, mientras que las demás son terrenos privados. Los principales amenazas del humedal son la intervención humana, la disposición de basura, y la presencia de perros abandonados que pueden cazar a las aves más pequeñas.